# Hendrik Meurkens

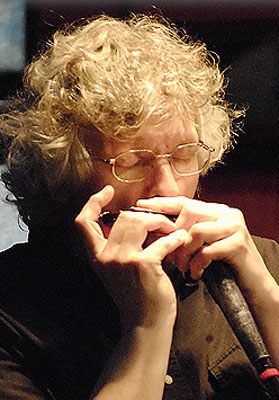
Hendrik Meurkens

Hendrik Thomas Meurkens (Hamburg, 6 augustus 1957) is een Amerikaanse mondharmonica-speler en vibrafonist van Duits-Nederlandse origine.

## Biografie
Meurkens werd geboren in Hamburg op 6 augustus 1957 als zoon van een Nederlandse vader en Duitse moeder. Hij begon op zijn zestiende vibrafoon te spelen en had in de jaren 1976 en 1977 les van Wolfgang Schlüter. Onder de indruk van Toots Thielemans ging hij als autodidact aan de slag met de chromatische mondharmonica. Van 1977 tot 1988 studeerde hij aan Berklee College of Music. Hierna leefde hij enige tijd in Brazilië, waar hij een album met Braziliaanse musici opnam.
Terug in Hamburg speelde hij bij Torsten Zwingenberger als vibrafonist en werkte hij als gastsolist bij het Danish Radio Orchestra. Hij speelde met Buddy Tate en Sweets Edison en leidde eigen groepen. Met Claudio Roditi en Paquito D’Rivera nam hij het album 'Sambahia' op (1991). In 1992 verhuisde hij naar de Verenigde Staten en werd Amerikaans staatsburger waardoor hij de Nederlandse nationaliteit verloor.
Meurkens toerde met het trio van Ray Brown en werkte verder met onder meer Toots Thielemans, Dick Oatts, Harvie Swartz, Herb Ellis, Charlie Byrd, James Moody, Herbie Mann, Monty Alexander en Mundell Lowe. Hij richtte een kwartet op en, in New York, de New York Samba All Stars. Hij is tevens actief als filmcomponist (o.a. 'Dolores Claiborne').
Meurkens wordt in de jazz gezien als de belangrijkste nieuwe mondharmonicaspeler. Hij speelde in 2000 als solist op de 'International Harmonica Summit' in Minneapolis en een jaar later op het 'World Harmonica Festival' in Trossingen.

## Discografie
- Samba Importado (L+R Records, 1990), met David Friedman
- Herb Ellis Trio with Hendrik Meurkens  – Burnin’ (Acoustic Music, 1998)
- Mundell Lowe & Hendrik Meurkens – When[#30884854  Lightshttps://cdncache-a.akamaihd.net/items/it/img/arrow-10x10.png] Are Low  (Acoustic Music, 1999)
- Charlie Byrd  – Homage to Jobim (Concord, 2005)
- Samba to Go (Zoho, 2009)
- Hendrik Meurkens / Gabriel Espinosa: Celebrando (Zoho, 2012)
- Harmonicus Rex, eigen beheer, 2016

## Encyclopedie
- Martin Kunzler: Jazzlexikon. Bd. 2 Reinbek 2002